# Ncojane
Ncojane – wieś w Botswanie w dystrykcie Ghanzi. Według spisu ludności z 2011 roku wieś liczyła 1958 mieszkańców.